# Institut für moderne Kunst Nürnberg
Das Institut für moderne Kunst Nürnberg wurde 1967 als Informations- und Dokumentationszentrum für zeitgenössische Kunst in Deutschland gegründet. Kernaufgabe ist die Pflege eines Archivs für deutsche und internationale Kunst der Gegenwart. Darüber hinaus widmet sich das Institut der Auswertung und Vermittlung der gesammelten Materialien durch die Konzeption und Realisierung von Ausstellungen und die Herausgabe von Publikationen.

## Archiv / Bibliothek
Die Präsenzbibliothek des Instituts befindet sich im Gebäude des Neuen Museums – Staatliches Museum für Kunst und Design in Nürnberg und fungiert damit gleichzeitig als Museumsbibliothek. Die Bibliothek des Instituts für moderne Kunst ist als erste deutsche Kunst- und Museumsbibliothek im Januar 2008 von der Humboldt-Universität zu Berlin nach den Standards der AKMB zertifiziert worden. Das Archiv des Instituts für moderne Kunst Nürnberg umfasst zirka 550.000 Archivalien. Im Zentrum stehen rund 15.000 Informationsdossiers zu Vertretern der deutschen und internationalen Gegenwartskunst, diese Künstlerdossiers werden ergänzt und aktualisiert. Darüber hinaus verfügt das Institut über ein Zeitschriftenarchiv sowie eine Sach- und Themenbibliothek.
Neben Ausstellungskatalogen, Monographien, Sachbüchern und Zeitschriften zählen auch DVDs, Videos, CDs, CD-ROMs sowie ein Fotoarchiv mit ca. 46.000 Werkfotos zu  Künstlern der 1960er bis 80er Jahre zum Archivbestand. Schwerpunkte bilden die Sammlung »grauer Literatur« (zum Beispiel Broschüren, Einladungskarten, Faltblätter) und das Pressearchiv, das auf der  Auswertung der Tages-, Wochen- und Fachpresse gründet. Der Schriftentausch erfolgt mit rund 500 nationalen und internationalen Ausstellungsinstitutionen. Das Institut für moderne Kunst ist Mitglied der »Arbeitsgemeinschaft der Kunst- und Museumsbibliotheken« (AKMB) und bildet mit dem documenta Archiv in Kassel und dem ZADIK – Zentralarchiv des internationalen Kunsthandels in Köln und dem Deutschen Kunstarchiv im Germanischen Nationalmuseum Nürnberg die »Arbeitsgemeinschaft zur Dokumentation der Kunst nach 1945«.
Bestand
Künstlerdossiers: 15.000, Publikationen: 70.000 (jährlicher Zuwachs: 3.000), Drucksachen: 210.000 (jährlicher Zuwachs: 10.000), Presseausschnitte: 220.000 (jährlicher Zuwachs: 15.000), Werkfotografien: 46.000, ca. 50 Kunstzeitschriften im Abonnement

## Ausstellungen
Das Institut für moderne Kunst konzipiert Ausstellungen, die im Institutsarchiv dokumentiert werden. Neben größeren thematischen Projekten, die in Kooperation mit anderen Institutionen erarbeitet werden, zeigt das Institut Wechselausstellungen aktueller Kunst im Nürnberger Kunst- und Kulturhaus zumikon und ab Juli 2010 im Atelier- und Galeriehaus Defet.

## Publikationen
Die Veröffentlichungen des Instituts dienen der Vermittlung von Positionen der zeitgenössischen Kunst und entstehen in  Zusammenarbeit mit dem Verlag für moderne Kunst Nürnberg. Seit seiner Gründung hat das Institut – häufig in Zusammenarbeit mit anderen Institutionen – rund 400 Monographien, Werkübersichten sowie Theorie- und Themenbände herausgegeben.

## Geschichte
Der evangelische Verwaltungsrechtler und Heinz Neidel (* 6. Juli 1935 in Nürnberg) war, nachdem er ab 1962 als Redakteur und ab 1964 als Chef vom Dienst bei der evangelischen Jugendzeitschrift Junge Stimme in Stuttgart tätig gewesen war, Lektor (ab 1968), Geschäftsführer (ab 1971) und schließlich Direktor (ab 1974) des „Instituts für Moderne Kunst, Nürnberg“.